# Light My Fire
Light My Fire (в превод: „запали ме“,  „запали огъня ми/огъня в мен“) е една от най-известните песни на група Дорс от албума им The Doors. Песента е написана от Роби Кригър, но като автор е посочен целият състав. Смятана е за първата рок песен с инструментална част от електрическа китара и клавишни.
Записана през 1966 година в „Sunset Sound Studios“ в Холивуд, Лос Анджелис, Калифорния, Light My Fire е изпълнена за първи път през януари 1967 г. Песента е над седем минути във версията за албума, но концертните версии понякога достигат 14 минути.
Задържа се на 1-во място в продължение на 3 седмици на Billboard's Hot 100 и една седмица на Cashbox Top 100. 
Песента е на 35 място в класацията за „500-те най-добри песни за всички времена“ на списанието „Ролинг Стоун“. Включена е също така в класацията „Песни на столетието“ и на 7-о място в класацията на VH1 „100-те най-добри песни за всички времена“.
Редица изпълнители, сред които Хосе Фелисиано и Шърли Беси, записват кавър-версии на песента.